# El fin de la clandestinidad
El fin de la clandestinidad es el duodécimo episodio de la serie mexicana Gritos de muerte y libertad.

## Sinopsis
Después de la proclamación del Plan de Iguala y el casi inminente triunfo de la lucha por la independencia en 1821, el general Guadalupe Victoria es encontrado por un grupo de pobladores cerca de la selva de Veracruz después de haberse perdido tres años atrás.  Al conocer la existencia del general Victoria, el general realista Antonio López de Santa Anna se da a la tarea de ir a buscarle para darle las noticias acerca de los sucesos de Iguala, y lo cercana que se hallaba la victoria final contra lo que quedaba del Virreinato; para luego invitarle a unirse a Iturbide. Al igual que Guerrero, Guadalupe Victoria también tenía sus reservas acerca del repentino cambio de bando de Iturbide; sin embargo, accede a la propuesta de Santa Anna.
Tres años después de la consumación (1824), se observan a Guadalupe Victoria, Vicente Guerrero y Nicolás Bravo charlando juntos en algún lugar de la Ciudad de México acerca de los últimos sucesos. El efímero imperio de Iturbide fue derrocado y su líder fue condenado al exilio. Con ello, finalmente los "herederos de Morelos" logran llevar a cabo su plan original para el país: la conformación de una república mexicana.

## Personajes
Personaje(s) clave:
- Guadalupe Victoria

Otros personajes: 
- Antonio López de Santa Anna
- Vicente Guerrero
- Nicolás Bravo